# Сельфосс
Се́льфосс (исл. Selfoss) — город в Исландии.

## География
Город Сельфосс находится в южной части Исландии, недалеко от побережья Атлантического океана, в общине Аурборг региона Судурланд. Наиболее крупный город как общины Арборг, так и всей Южной Исландии. Находится на реке Эльвюсау, на круговой автотрассе № 1, соединяющей столицу страны Рейкьявик с восточными регионами Исландии, между городками Хверагерди и Хедла. Население города составляет 6878 человека (на 1.01.2016).

## История
В 1891 году через реку Эльвюсау здесь построен навесной мост Эльвюсаурбру. В 1896 году, в результате сильного землетрясения в Сельфоссе были разрушены все здания. На 1900 год в городе проживает всего 40 человек. В 1929 году здесь открывается крупное современное молокоперерабатывающее производство, первое в Исландии.
В годы Второй мировой войны Сельфосс занимают английские войска, задачей которых была в том числе охрана стратегически важного моста через реку. В феврале 1941 года немецкая авиация провела массированный налёт на город; в результате бомбардировки погибли несколько британских солдат. В 1944 году мост через Эльвюсау в результате аварии всё-таки был разрушен; восстановлен американской армией.
29 мая 2008 года в результате 2 произошедших практически одновременно землетрясений силой в 6,1 и 6,3 балла по шкале Рихтера значительное количество зданий в Сельфоссе были повреждены. Среди жителей имелись раненые.
В январе 2008 года на сельфосском кладбище был похоронен чемпион мира по шахматам Бобби Фишер.